# Elevador de televisão

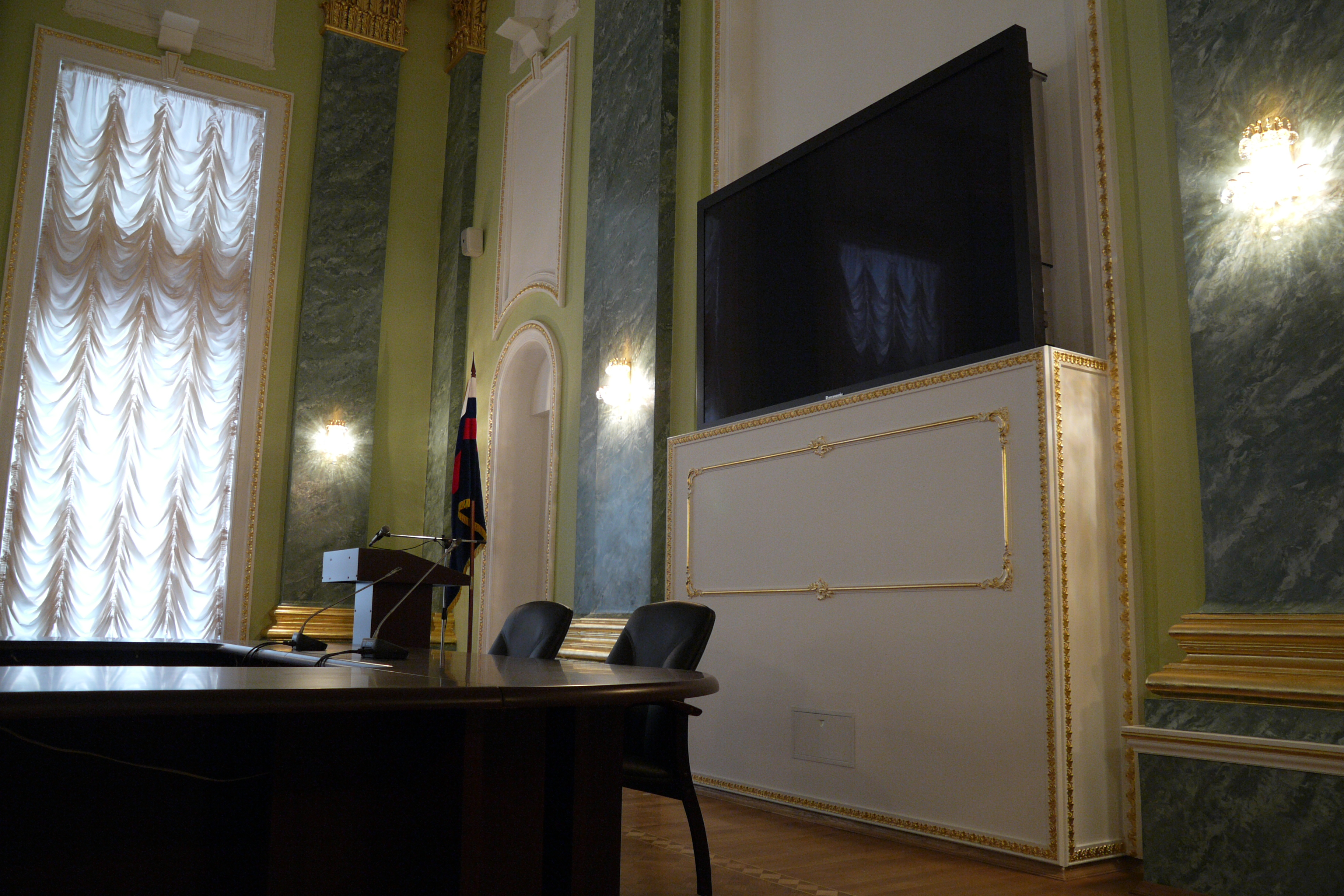
sistema de elevação de TV - Pop-Up

Um elevador de televisão, também conhecido por TV Lift, e por sistema de elevação de TV, é um artefato utilzado para exibição, ocultação e suporte de televisores e monitores. Alguns elevadores são movidos a eletricidade podendo se deslocar tanto na posição vertical, como na horizontal. Geralmente são instalados em móveis, tetos de salas ou paredes. O motivo principal para a utilização de um sistema de elevação de TV é a integração de um televisor no design existente, sem que o televisor interfira nesse design. Devido aos elevados custos do projeto, os elevadores são considerados produtos de luxo e encontram-se em casas de padrão elevado, salas de conferência, aviões particulares ou iates.

## História
Os primeiros elevadores de TV chegaram dos EUA ao mercado no início dos anos 50. Por causa dos televisores de tubo da altura, normalmente eram construções muito grandes, pesadas, que precisavam de muito espaço de instalação. No início havia principalmente elevadores de TV que subiam verticalmente o televisor de tubo de um móvel ou de um separador de sala. Os elevadores verticais de tecto só foram usados em meados dos anos 70, uma vez que a indústria televisiva nesta altura produzia o televisor de tubo mais fino e mais leve. No início do ano 2000, com a introdução dos ecrãs de plasma, foram introduzidos no mercado sistemas menos volumosos (equipamentos Flat-Lift). Depois de, no ano 2011, os televisores LED mais leves terem sucedido a tecnologia de ecrãs planos de plasma, foi possível simplificar mais uma vez a tecnologia.

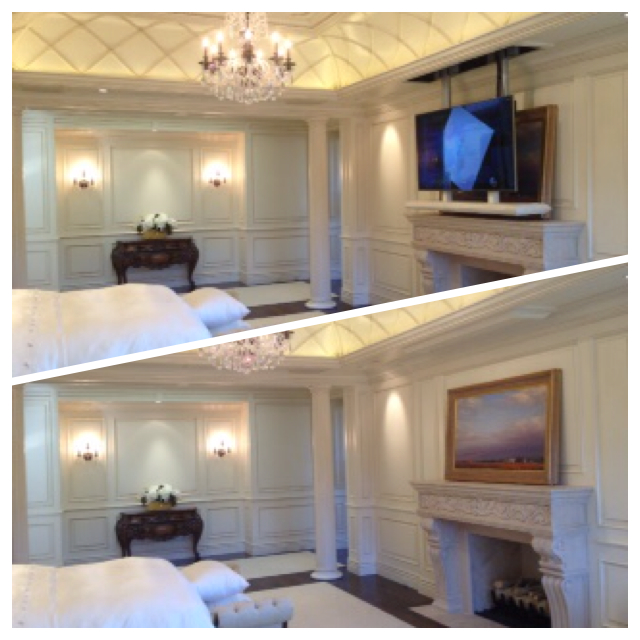
elevador de televisão - Pop-Down Lift

## Tipos e formas de construção de equipamentos
Os sistemas a seguir referidos normalmente têm em comum o facto de o televisor, na maior parte das vezes, ser montado com a norma de suporte VESA junto aos sistemas ou neles. Para outras normas há adaptadores. Adicionalmente, na maior parte dos casos é possível uma combinação dos equipamentos seguintes com soluções de tampa.

### Pop-Up

elevador de tecto de TV

Os sistemas a seguir referidos normalmente têm em comum o facto de o televisor, na maior parte das vezes, ser montado com a norma de suporte VESA junto aos sistemas ou neles. Para outras normas há adaptadores. Adicionalmente, na maior parte dos casos é possível uma combinação dos equipamentos seguintes com soluções de tampa.
Os sistemas de elevação de TV existem nas formas de construção mais variadas. A forma de construção mais usada no âmbito do movimento vertical é um tubo com várias partes que, com fusos interiores e accionamento com motores eléctricos, é movimentado desdobrado para cima. O desdobramento dos tubos individuais leva à mudança de posição do televisor. O tubo normalmente central, que está na posição vertical, está equipado no fundo com uma base, que permite uma fixação estável no objecto de montagem.
Principalmente devido aos custos adicionais da tampa eléctrica, a última solução é usada no âmbito dos iates, uma vez que a tampa tem de ser sempre conduzida por causa dos movimentos longitudinais e transversais do iate. No entanto, também há projectos em terra, nos quais a tampa é movimentada electricamente exclusivamente por motivos estéticos.

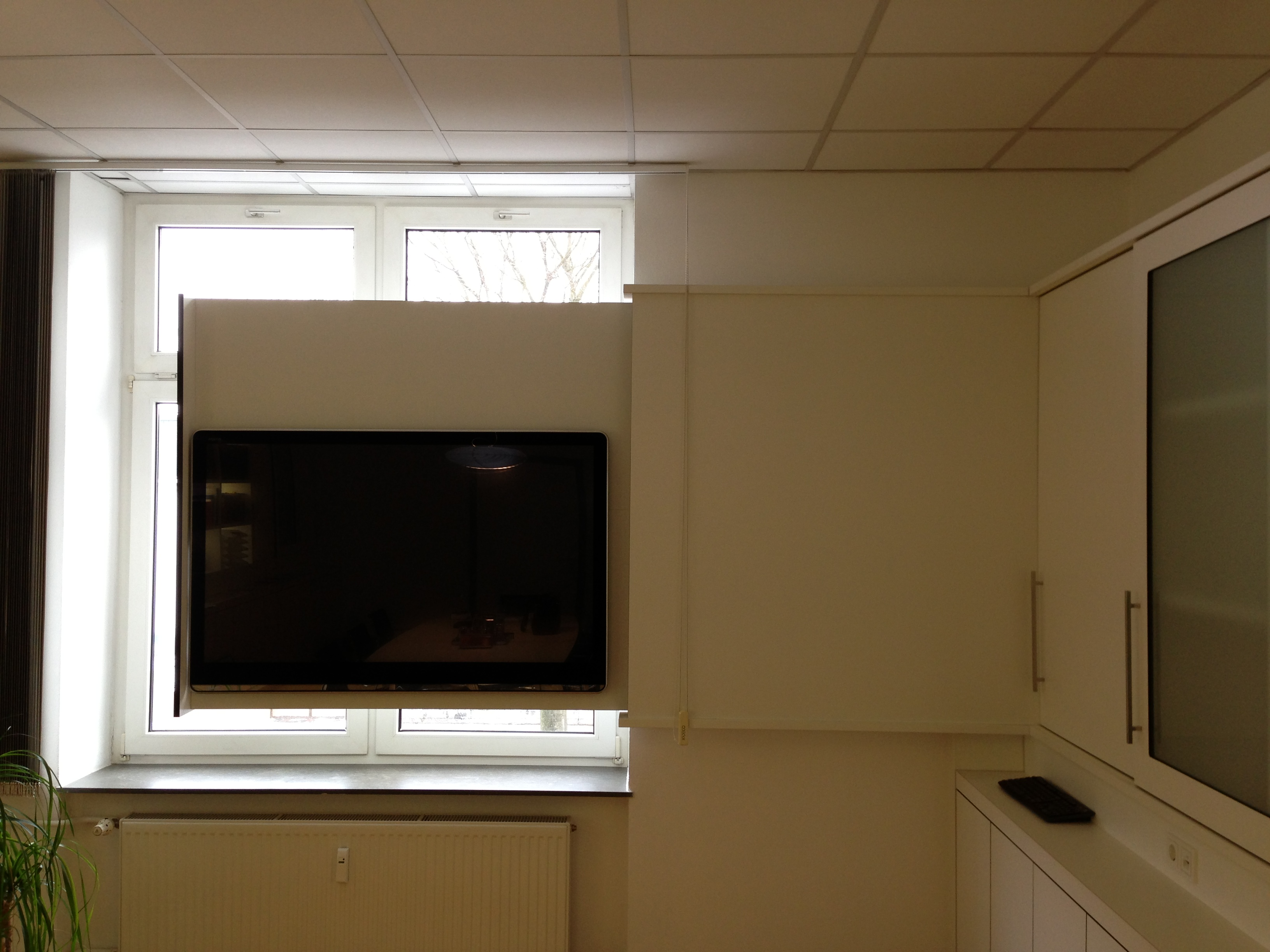
Sistema de elevação com extracção lateral

Conforme o fabricante, para aplicações verticais de elevador de TV também existe o modo de construção em U. Neste modo de construção em U, uma plataforma desloca o televisor para cima ou para fora do móvel através de um motor tubular. Este tipo de construção em U de TV Lift entretanto é considerado ultrapassado.

### Pop-Down
Nos sistemas de elevador de teto de TV  com funcionamento contrário e descida vertical, o tipo de construção é visualmente semelhante ao dos sistemas de elevação verticais de televisores, mas devido à sujeição sob tracção são usados motores e componentes adequados para tracção. Como componentes para a aplicação de pressão, estes são significativamente mais caros, uma vez que têm que suportar forças de suporte maiores. A solução de tampa é realizada de modo congruente com os sistemas de elevação de TV Pop Up, embora só no sentido contrário.

### Sistema de elevação com extracção lateral

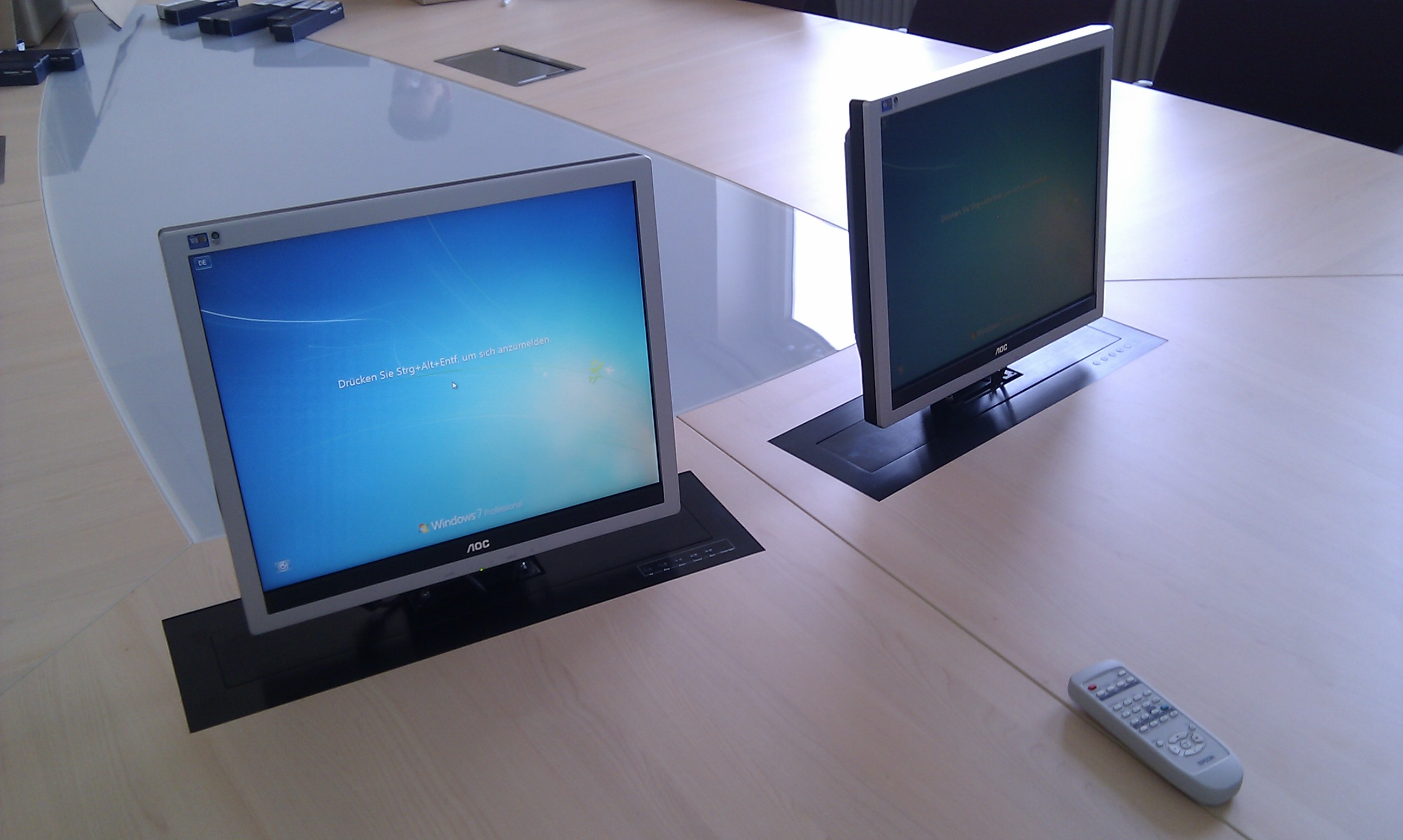
Sistema de elevação de monitores

Os elevadores de TV com extracção lateral normalmente são montados em armários de móveis ou paredes intermédias. Por intermédio de uma ou várias calhas e accionamentos é possível extrair lateralmente o televisor de móveis ou da parede. Adicionalmente, alguns fabricantes também fornecem em construções especiais uma rotação no estado extraído. Assim o televisor pode ser extraído lateralmente do armário e, a seguir, ser rodado na sala para uma direcção, o que permite uma escolha livre da distribuição e da direcção dos lugares.

### Sistema de elevação de monitores

Sistema de elevação de imagem

A construção de um sistema de elevação de monitores é vastamente semelhante à do sistema de elevação de TV Pop Up, excepto pelo facto de o motor e o sistema eléctrico estarem montados num módulo metálico. O sistema foi pensado para tamanhos mais pequenos de monitores de PC, que são instalados principalmente em mesas de conferência para poupar espaço. Os sistemas de elevação de monitores são inseridos desde cima num entalhe da mesa, que é realizado por um marceneiro ou carpinteiro, e novamente fixados por baixo na mesa com união roscada. Muitas vezes, a parte superior do sistema de elevação do monitor é uma tampa em aço inoxidável escovado. Ao pressionar um botão, uma secção da tampa é aberta para dentro no elevador do monitor e abre o caminho para o movimento do monitor. Este é levado automaticamente para cima e ainda pode ser inclinado electricamente quando alcança a sua posição final. Alguns fabricantes fornecem o elevador de monitores com ecrãs instalados fixamente. Os sistemas de elevação de monitores estão disponíveis em tamanhos diferentes de 15 polegadas até 42 polegadas.

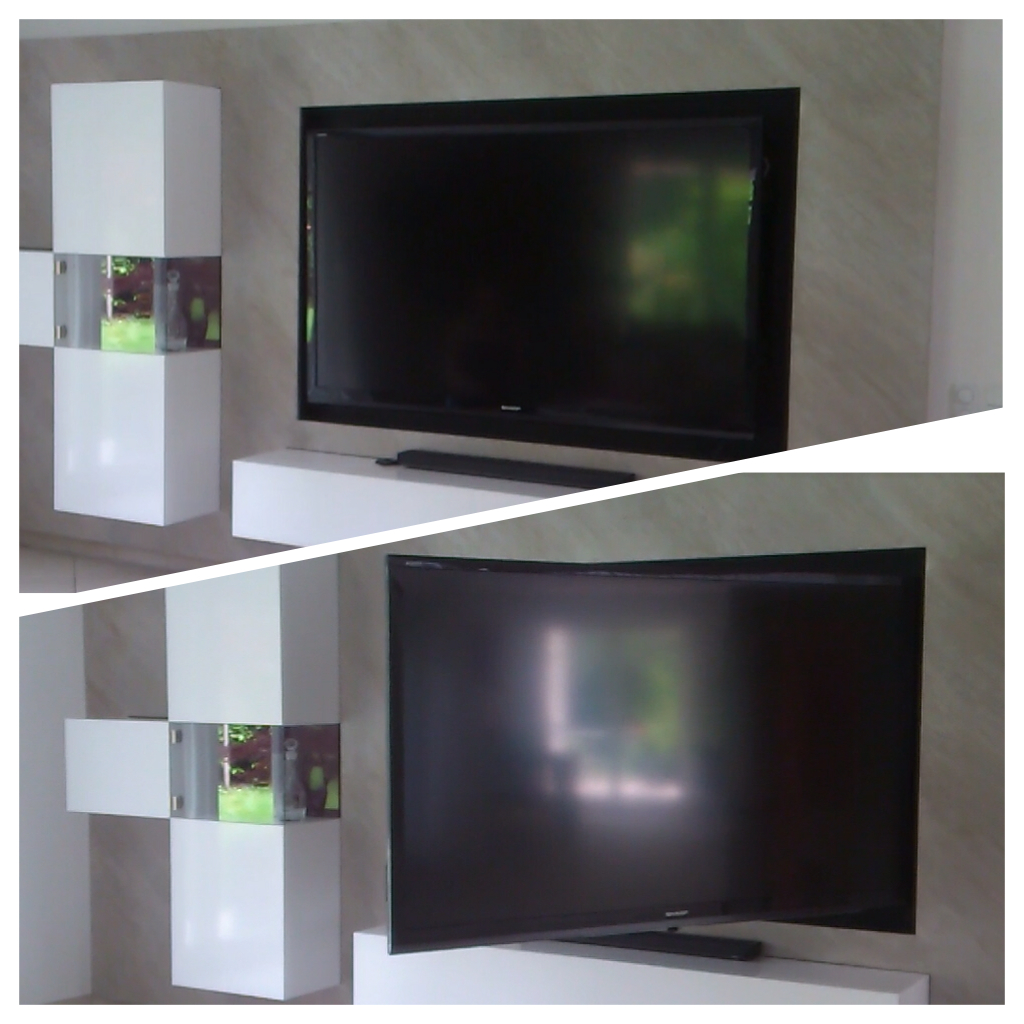
Sistema de rotação do televisor

### Sistema de elevação de painéis de parede
No âmbito dos painéis de parede com mudança automática estão disponíveis as versões mais variadas. Algumas são realizadas com guias e cabos, outros sistemas usam canais e correias. Fundamentalmente, apesar de as versões serem tão diferentes é alcançado o mesmo efeito em todos os sistemas. Um televisor encontra-se atrás de um painel de parede que está nivelado com a parede em si. Ao pressionar um botão, o painel de parede é deslocado para dentro e a seguir, conforme o espaço de montagem, também é elevado ou baixado automaticamente, deixando o espaço livre para o televisor. O televisor é avançado em vez do painel de parede até estar nivelado com a parede. Em construções especiais, o televisor ainda pode ser adicionalmente rodado ou virado em sentidos diferentes.

### Sistema de elevação de imagem
O sistema de elevação de imagem normalmente é feito de uma moldura de alumínio, que esconde o televisor instalado num nicho de parede. Há sistemas de elevação de imagem em tamanhos diferentes para imagens com tamanhos diferentes. Nos sistemas de elevação de imagem profissionais, a moldura traseira de uma imagem pode ser presa, fixa ou aparafusada à moldura de alumínio. Ao pressionar um botão do comando à distância, o elevador de imagem afasta a imagem para cima ou para baixo e abre a vista para o televisor. Alguns fabricantes também fornecem em construções especiais uma combinação de elevação de imagem com rotação adicional do televisor.

### Sistema de rotação do televisor
O sistema de rotação do televisor é simplesmente aparafusado na parede ou num armário ou móvel como um suporte de parede convencional para ecrã plano. Conforme o sentido de montagem, o sistema de rotação do televisor pode ser rodado para a esquerda ou para a direita. Assim é possível ver televisão a partir de perspectivas diferentes alternantes. Em construções especiais, os sistemas de rotação de televisores podem ser combinados com outros equipamentos, sendo por isso possível obter uma instalação de televisor invisível. Alguns fabricantes oferecem adicionalmente a opção de programação exacta do grau do ângulo de rotação.

### Elevador de beamer ou projector

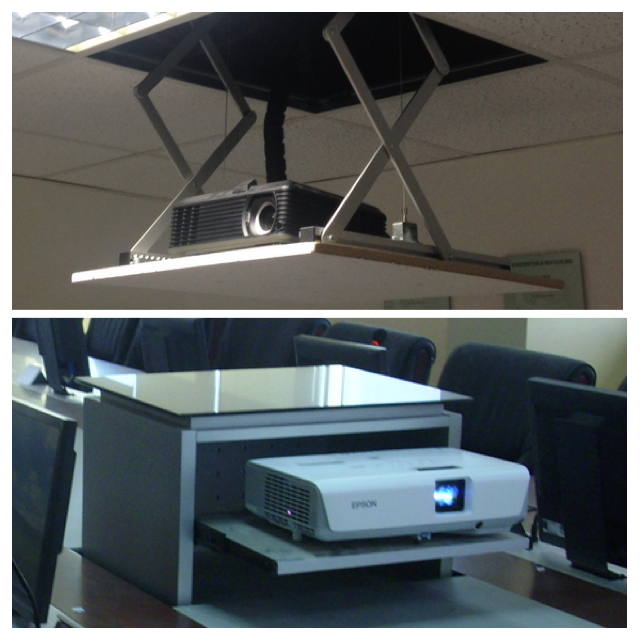
Elevador de beamer ou projector

Além dos sistemas de elevação de televisores também existe o sistema semelhante de elevação de beamer ou projector. Estes sistemas de elevação de beamers estão divididos em 2 grupos de aparelhos. Por um lado existe o elevador de tecto de beamer, que baixa verticalmente um beamer do tecto falso, e, por outro lado, existem elevadores de beamers para mesas ou integração em móveis. Os últimos deslocam o beamer na vertical para cima, extraindo-o do móvel ou da mesa. A construção de ambos os sistemas normalmente é feita de alumínio ultra-leve. Na maioria dos casos de aplicação, através de estruturas ou guias especiais é alcançada uma condução estável dos aparelhos. O accionamento de um sistema de elevação de beamer é frequentemente constituído por um motor tubular, ou por outro accionamento eléctrico, que movimenta correspondentemente um veio. Com cintas ou cadeias especiais pode então ser baixada a plataforma inferior sobre a qual um beamer se encontra. Os sistemas de elevação de tecto de beamers estão disponíveis nas versões de ultra-planas a equipamentos de elevação de beamers para palcos (stage) com uma elevação de 5 m ou mais, assim como com uma capacidade de carga de vários 100 kg.

## Tampas
Se o elevador de TV for integrado num móvel, num tecto de uma divisão ou numa parede intermédia, existem soluções diferentes de tampas:
- Tampa basculante que é empurrada pelo elevador de TV
- Tampa flutuante que é movimentada para cima com o TV
- Uma caixa ou case que reveste o TV é completamente extraída
- Solução automática, a tampa é conduzida aberta ou levada para dentro do móvel.

Devido aos custos adicionais da tampa eléctrica, a última solução é usada principalmente no âmbito dos iates, uma vez que a tampa tem de ser sempre conduzida por causa dos movimentos longitudinais e transversais do iate. No entanto, também há projectos em terra, nos quais a tampa é movimentada electricamente exclusivamente por motivos estéticos.

## Medidas de segurança
Alguns sistemas de elevação de televisores podem ser equipados com uma régua de contacto ou uma monitorização anti-colisão programável. A última é absolutamente necessária se forem usados sistemas com movimento autónomo. Se o elevador de TV tiver um dispositivo de homem morto, o sistema de elevação de televisor é parado logo que o utilizador largue o botão no receptor via rádio. Na monitorização anti-colisão é medida a corrente de consumo. Se esta subir rapidamente em pouco tempo até um pico, a caixa de controlo pára e deixa o elevador de TV deslocar-se no sentido contrário para voltar a desbloquear o obstáculo.